# Bucketheadland 2
Bucketheadland 2 es la secuela del primer álbum del guitarrista Buckethead titulado Bucketheadland, el cual es un álbum temático acerca de su parque de "abusos" ("abusement" en vez de "amusement" lo cual significa "diversiones").

El álbum también es su décimo álbum sin contar sus demos como Bucketheadland Blueprints y KFC Skin Piles.
 

La canción "Slaughter Zone Exit" contiene otra canción oculta dentro de la misma.

## Canciones
1. Welcome - 0:13
2. Slaughter Zone Entrance - 0:11
3. The Cobra's Hood - 2:58
4. Transportation Options - 0:51
5. Machete Mirage - 3:01
6. Slaughter Buddies Outside the Revenge Wedge - 0:21
7. We Cannot Guarantee Bodily Harm - 0:17
8. John Merrick - Elephant Man Bones Explosion - 4:53
9. Taxidermy Tots - 0:23
10. Bloody Rainbow Spiraling Sherbert Scoop - 2:55
11. Can You Get Past Albert? - 0:27
12. Vladimir Pockets' Incredible Bloated Slunk Show - 3:10
13. The Ballad of the Inside-Out Face - 1:05
14. The Battery Cage Brawls [Cage Announcer: The Ghost Of Abraham Lincoln; Winner Has To Eat His Way Out] - 2:18
15. Ferris Wheel Apology - 0:08
16. Can You Help Me? - 1:02
17. Grimm's Sponsorship - 0:14
18. Realisting Coop Replica - 0:42
19. Frozen Brains Tell No Tales - 5:33
20. Rooster Landing [1st Movement] / Lime Time [2nd Movement] - 2:35
21. Two Pints - 0:27
22. Health & Safety Advisory - 2:14
23. Digger's Den - 3:13
24. One-Way Ticket To Grab Bag Alley - 0:46
25. Fun For You - 1:03
26. Carpal Tunnel Tomb Torker - 3:35
27. Today's Schedule - 0:08
28. The Corpse Plower - 3:20
29. Unemployment Blues - 2:05
30. Slaughter Zone Exit - 8:15

## Créditos
- Buckethead - Producción, guitarra, entre otros.
- Dan Monti - Coproductor, Coescritor, mezclador y programador
- Grabado en the Coop y Del Rey Brewer Factory
- Voces: Bootsy Collins, Li'l Littles, Keystone Brewer, Bill Monti [the Towel], P-Sticks, Albert
- Percusión Adicional: Brain
- Instrumentos Mecánicos: Dead
- Diálogos, Arte e investigación por: Bryan Theiss para Frankenseuss Animatronics
- Memorabilia de Buckethead cortesía de la colección de Ronald L. Witherspoon
- Agradecimientos en especial a: Bootsy, Norm, Li'l Littles, Keystone Brewer, Bill the Towel, P-Sticks, Brain, Dan Monti, Frankenseuss
- Productor Ejecutivo: Norman Isaacs.